# Michel Kaham
Michel Kaham est un footballeur camerounais né le 1er juin 1951 à Bafang (Cameroun). 
Ce solide défenseur qui a joué, entre autres à Tours et Valenciennes, a participé avec l'équipe nationale camerounaise à la Coupe du monde de 1982 en Espagne.
De retour au pays, Michel Kaham a prolongé sa carrière comme entraîneur. Il est depuis 1995, Directeur du Centre de formation Kadji Sports Academy.

## Biographie
Michel Kaham a surtout joué deux fois pour le Stade Quimpérois. C'est la qu'il acquiert le nom breton de Mich DU (Michèle le noir). C'était un joueur très populaire dans la capitale cornouaillaise.

## Carrière

### Joueur
- Stade de Melong  Cameroun
- Aigle Nkongsamba  Cameroun
- 1973-1974 : Canon Yaoundé  Cameroun
- 1975-1977 : Stade Quimpérois  France
- 1978-1980 : Tours FC  France
- 1980-1981 : US Valenciennes-Anzin  France
- 1981-1982 : Stade Quimpérois  France
- 1982-1988 : Cleveland Force  États-Unis

### Entraîneur
- Diamant Yaoundé  Cameroun
- Olympique Mvolyé  Cameroun
- Unisport Bafang  Cameroun
- KSA de Douala  Cameroun
- Équipe nationale senior, entraîneur adjoint à la phase finale de la coupe du monde 1990 en Italie
- Équipe nationale junior, entraîneur principal en 1996
- Équipe nationale senior, entraîneur adjoint lors des éliminatoires de la coupe du monde 1994
- Équipe nationale senior, entraîneur adjoint lors des éliminatoires de la coupe du monde 2010

## Palmarès de joueur
- International camerounais (participation à la Coupe d'Afrique des nations 1972 et la Coupe du monde 1982)
- Champion du Cameroun en 1971 avec l'Aigle Nkongsamba et en 1974 avec le Canon Yaoundé
- Finaliste de la Coupe du Cameroun en 1974 avec le Canon Yaoundé

## Palmarès d'entraîneur
- Vainqueur de la Coupe du Cameroun en 1992 avec l'Olympique Mvolyé